# Adware
Adware of advertentieondersteunde software is een softwareapplicatie die advertenties weergeeft terwijl het draait. Deze applicaties bevatten ook codes die deze advertenties weergeven in een pop-up- of pop-undervenster of in een ander venster dat verschijnt op het computerscherm. Adware helpt ontwikkelkosten terugwinnen en de prijzen van de applicatie voor de gebruiker laag of zelfs gratis te houden. De inkomsten kan softwareontwikkelaars winst opleveren en motiveren om deze applicaties te blijven ontwikkelen en onderhouden.
Sommige adware is ook shareware, gebruikers kunnen dan ook kiezen voor een "geregistreerde" versie waar geen advertenties in voorkomen.
Sommige adwareprogramma's bevatten ook een code die persoonlijke informatie van een gebruiker bijhoudt en doorgeeft aan derden, zonder de goedkeuring of kennis van de gebruiker. Dit wordt spyware genoemd.
Andere adwareprogramma's houden geen persoonlijke informatie bij van de gebruiker.

## P2p-netwerken
Op verschillende p2p-netwerken zoals LimeWire en eDonkey duiken gevaarlijke muziekbestanden op. Bij het openen van een afgehaald mp3-nummer downloadt het bestand automatisch een Trojaans paard genaamd play_mp3.exe. Dit installeert op zijn beurt een valse muziekspeler vol adware.
Gevaarlijke bestanden op p2p-netwerken zijn niet nieuw, maar in dit geval is het onderscheid moeilijk te maken. Zoals bij echte muzieknummers verschillen de mp3-bestanden in grootte en naam. Zo duikt de malware op in een aantal populaire muzieknummers.
De zogezegde muziekspeler die het virus installeert, speelt een dubbelzinnig spel. Zo toont hij voor installatie een ellenlange gebruikersovereenkomst (end-user licence agreement of EULA). Het programma vermeldt hier dat het extra software installeert, en de bewuste map bevat dan ook een duidelijke hint door zich in de map "Firefox_adware" te nestelen. Het programma is waardeloos. In praktijk is het niet meer dan een browservenster met een online muziekspeler die een handvol online liedjes bevat.

## Adware vs. adware
Sommige bedrijven die gratis te downloaden software aanbieden, hebben een geheime agenda: het verspreiden van adware. Deze 'meeliftende' software zorgt er vervolgens voor dat de argeloze surfer wordt bestookt met ongevraagde reclame.
In een poging zo veel mogelijk 'klanten' bij elkaar te krijgen, hebben deze adware-verspreiders een tactiek ontwikkeld: ze proberen elkanders software uit te schakelen of zelfs van pc's te verwijderen. Zo claimt het bedrijf Avenue Media dat Internet Optimizer door concurrerende software van DirectRevenue wordt opgespoord en verwijderd, wanneer iemand beide programma's op een pc installeert.
Avenue Media heeft DirectRevenue in 2004 voor de rechter gedaagd. Deze tactiek heeft het bedrijf één miljoen klanten gekost en loopt hierdoor zo'n tienduizend dollar aan inkomsten per dag mis.
Juridische experts noemen de rechtszaak van groot belang omdat deze - als Avenue Media in het gelijk wordt gesteld - meer duidelijkheid kan bieden over de rechten van softwarefabrikanten bij het veranderen van persoonlijke instellingen op pc's.

## Adware vs. spyware
Er bestaan flink wat misverstanden over spyware. Spyware en adware worden vaak op één hoop gegooid. 
Het woord spyware verwijst strikt genomen naar programma's die bijvoorbeeld toetsaanslagen, surfgedrag en ander privacygevoelige informatie achterhalen. Intussen wordt de term gebruikt voor veel meer. Zo wordt adware vaak gemakshalve tot de spywarecategorie gerekend. 
Antispywarebedrijven hebben een manifest waarin ze de verschillende categorieën programma's definiëren. Daarin geven ze aan hoe ze met die groepen software omgaan. Maar soms lopen bedrijven met zulke classificaties tegen problemen aan, zoals Microsoft in juli 2005 een aantal beruchte adwareprogramma's een lichtere classificatie toekende. Claria's GAIN hoorde bij de 'low threat' en de aanbevolen actie was daarmee verschoven van 'verwijderen' naar 'negeren'. Computergebruikers namen deze indeling niet serieus.
Om ruzie over interpretaties te voorkomen, heeft de Anti-Spyware Coalition (ASC), een consortium van softwarebedrijven en andere betrokkenen, een poging gedaan definities vast te leggen. Het is niet de eerste poging om spyware te definiëren. Een vroeger consortium, COAST geheten, viel uiteen nadat er een adwarebedrijf tussen was verschenen. De meeste leden van dat consortium zijn nu betrokken bij ASC, maar adwarebedrijven zijn niet van de partij.